# Riparia riparia
Il topino o rondine riparia (Riparia riparia Linnaeus, 1758) è un uccello della famiglia delle rondini (Hirundinidae).

## Descrizione
Raggiunge una lunghezza media di circa 13 cm. Ha una coda leggermente biforcuta e un becco piatto e aguzzo. La parte superiore del suo corpo è color terra di siena bruciata, la parte inferiore è bianca con striature marrone grigiastre sul corpo.

## Biologia

### Alimentazione
Il topino vola a raso dell'acqua e va alla ricerca di insetti. Raggiunge in queste circostanze una velocità di 50 km/h.

### Riproduzione
Entrambi i partner scavano i tunnel per il nido con il becco e gli artigli in profondità in pareti ripide e sabbiose. I buchi in salita nel terreno stabile vengono allargati e ovattati nella parte finale con penne e fili d'erba. Cova una o due volte all'anno una covata di 5-6 uova di entrambi i genitori per 14-16 giorni. I piccoli vengono nutriti allo stesso tempo da entrambi i genitori e lasciano il nido dopo 18-23 giorni. I giovani dopo aver lasciato i nidi, la notte si riuniscono in grandi gruppi per dormire, specialmente nei canneti o nei pascoli.

## Distribuzione e habitat
Il topino raggiunge in volo un'altezza di 750 m. In Eurasia si può osservare nella stagione di cova (resta nel nido da maggio fino a settembre) ed essendo un uccello migratore comincia a svernare ad agosto, spostandosi in Africa centrale, Africa nordoccidentale o Sudamerica. Poiché la sua zona di migrazione per la covata è sempre più ricca di insediamenti e di industrializzazioni sta diventando sempre più frequentemente un uccello di passaggio e presente solo a macchia di leopardo, soprattutto in Europa centrale.
Il topino predilige ambienti quali stagni, fiumi, cave di sabbia o di pietrisco. Beve e fa il bagno in volo. Hanno bisogno di rive ripide viscose o sabbiose.

## Altro
Il topino è uccello dell'anno 1983.

## Galleria d'immagini

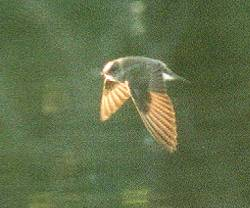
In volo
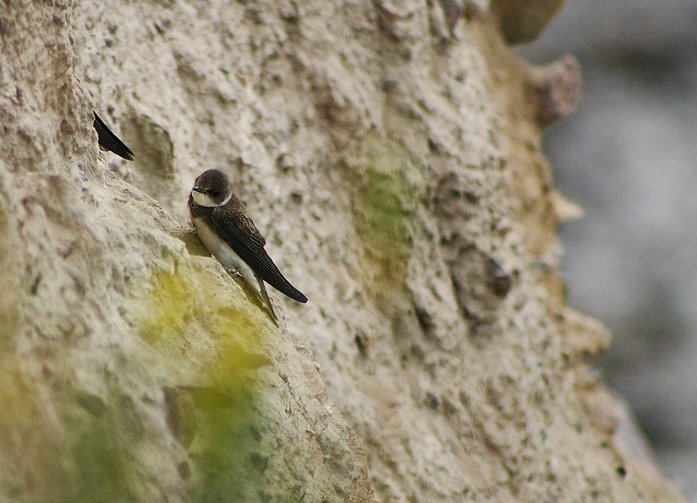
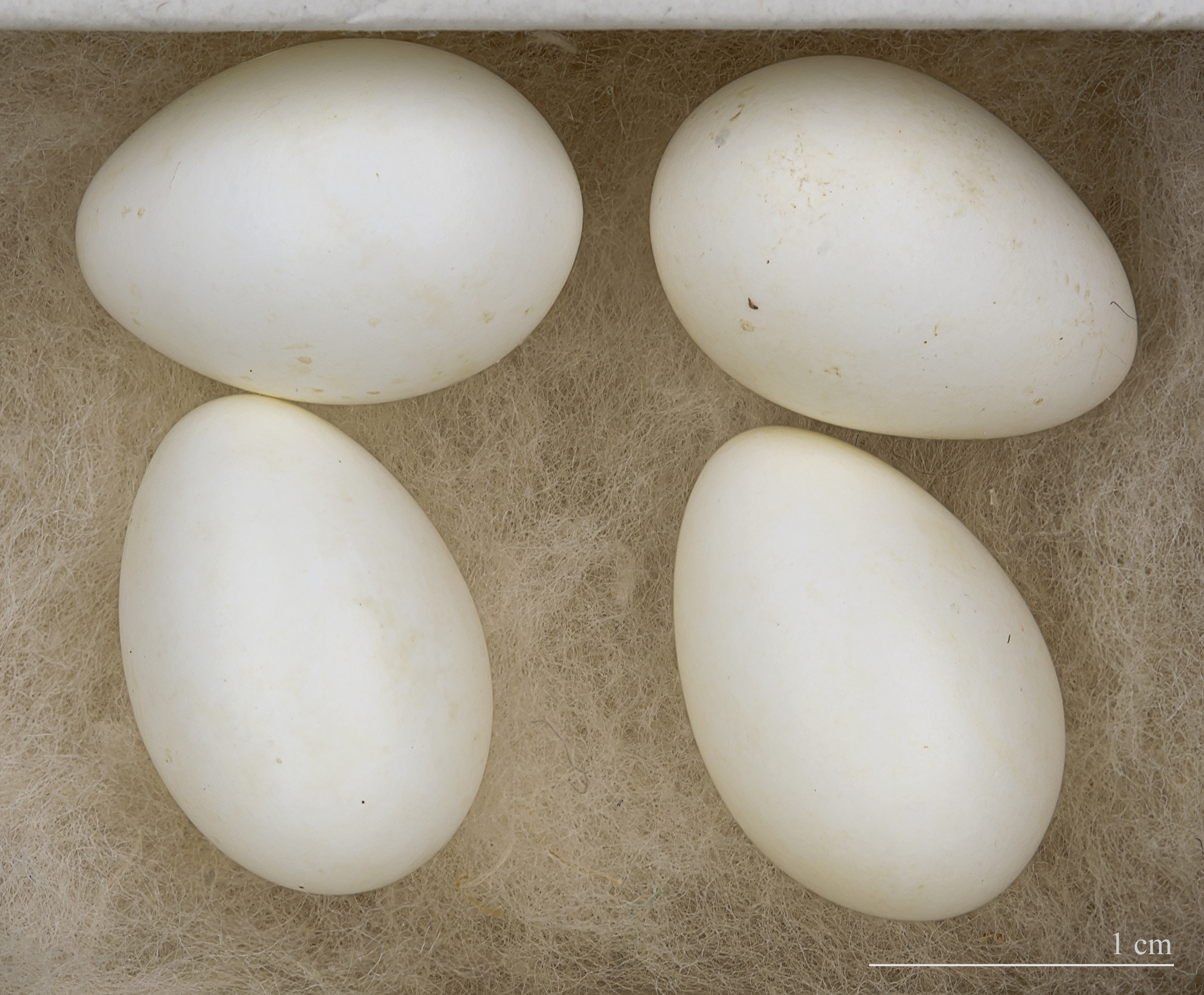
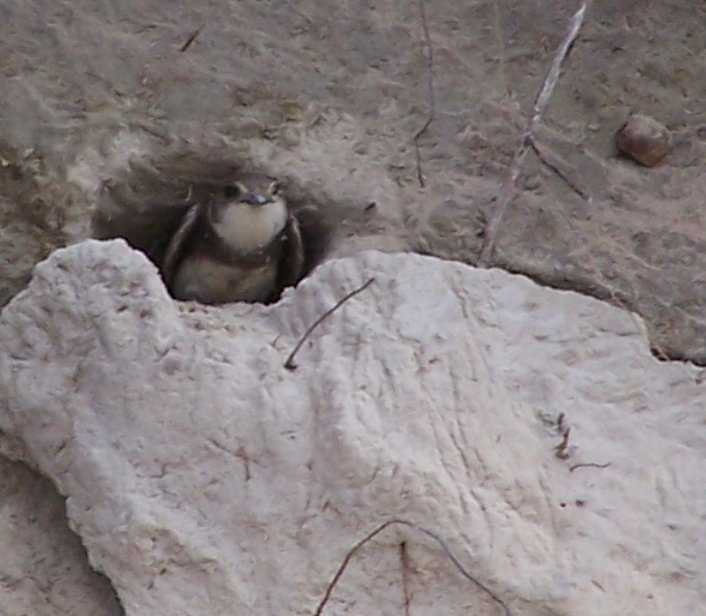
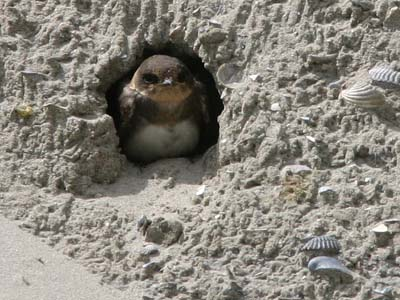